# 休闲狩猎

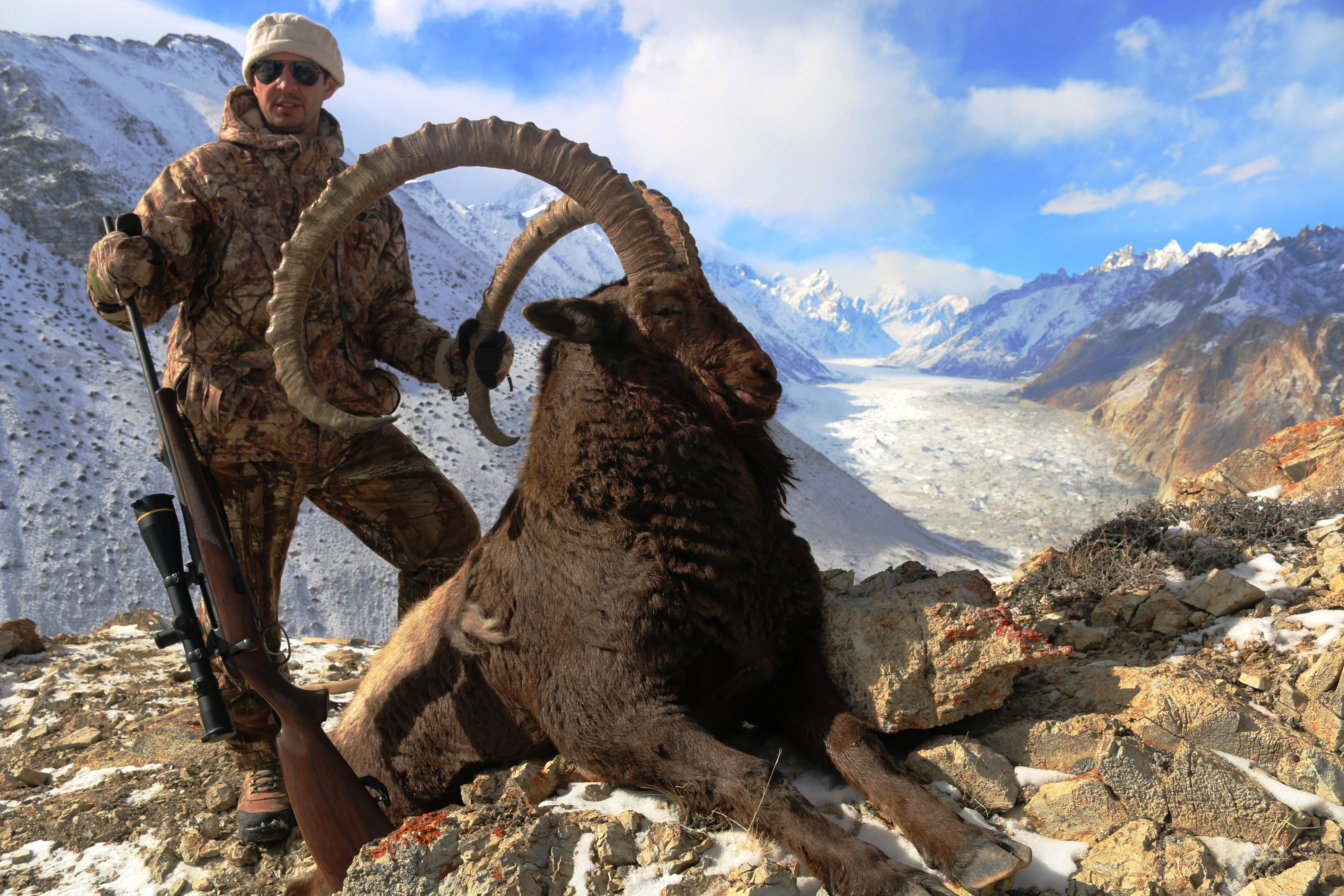
在巴基斯坦被猎杀的西伯利亚羱羊

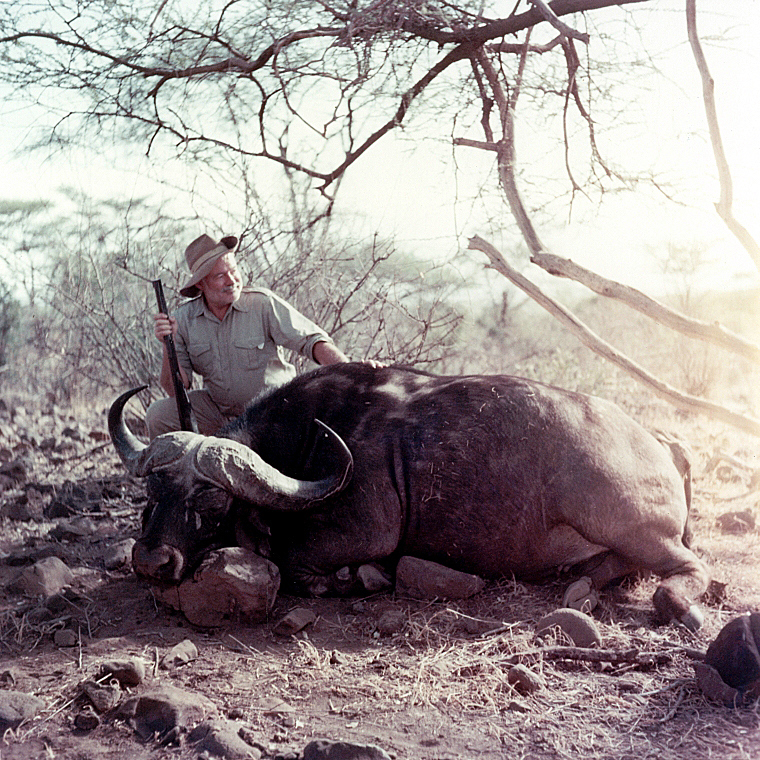
海明威于1950年代早期在非洲狩猎旅行射杀的非洲水牛

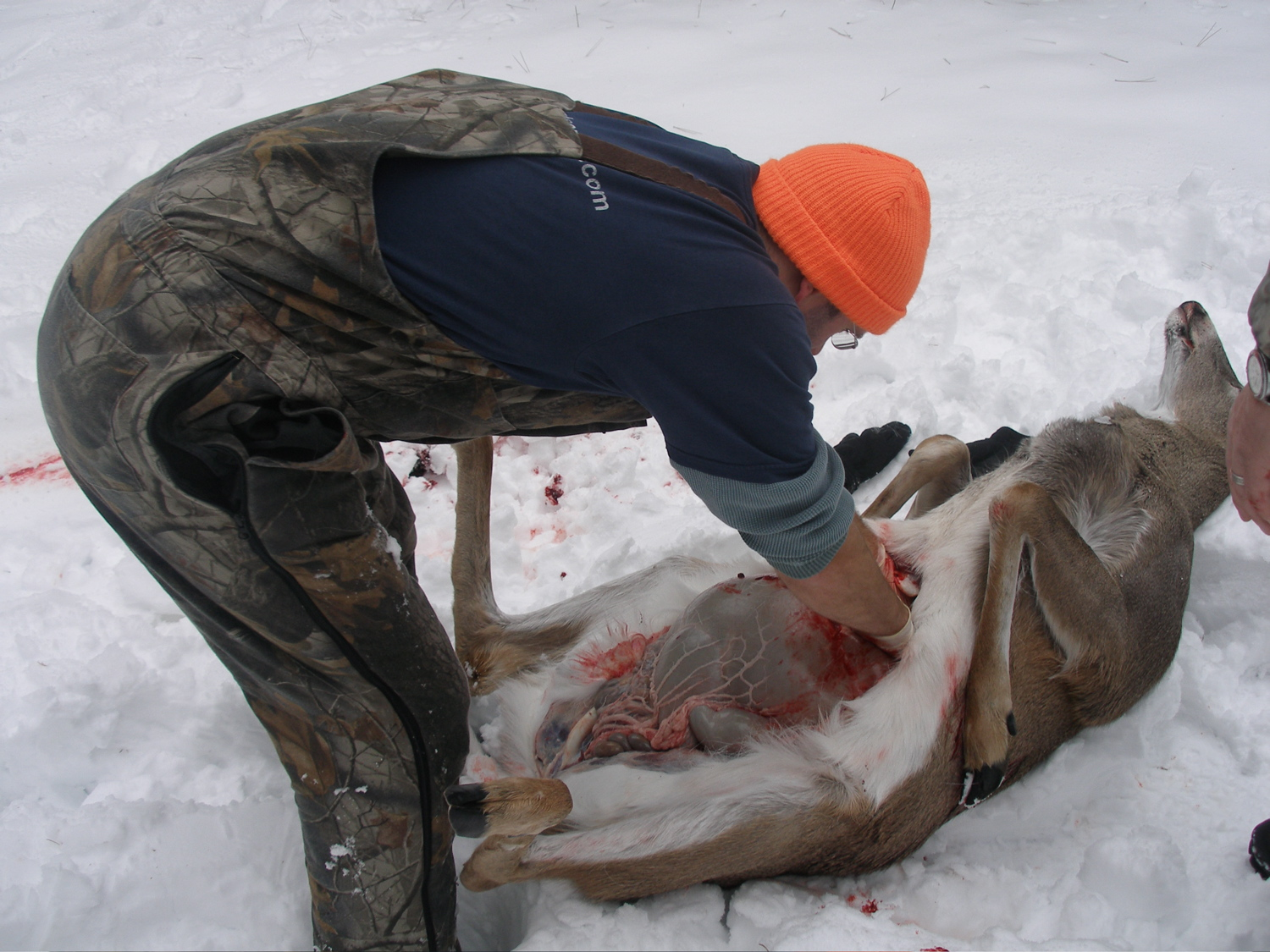
密歇根州的猎手就地切割鹿肉

休闲狩猎（英語：recreational hunting）指主要为了个人消遣而进行的狩猎活动，广义上可以泛指一切非谋生性、职业性或公益性的狩猎行为，因为通常被归类是一种户外运动，因此也称作运动狩猎（英語：sport hunting）。为了休闲狩猎目的而专门安排的海外旅游（通常是到撒哈拉以南非洲）被称为狩猎旅行（英語：safari）。
休闲狩猎可以有多种方式，最常见的是使用较大口径的火器枪械（步枪和霰弹枪），但是也有人会使用气枪、弩或出于怀旧去用弓箭（通常是复合弓和反曲弓）以及弹弓（通常用于捕猎鸟类和小型哺乳动物），而有些猎手干脆使用矛。受过专门训练的役用动物（主要是猎犬、猎鹰和蒙眼貂）也经常会被用来协助狩猎，其中一些现代犬种（比如寻回犬）就是因为狩猎需要才被培育出来的。
由于英语国家有把优先寻觅的高价值猎物比喻成“游戏玩物”（game）的传统，因此休闲狩猎也被称为游戏狩猎（game hunting）或游猎（gaming），管制狩猎行为的法规被称为“游戏法”（game law），被动物常走踩出的林间小径称作“游戏小径”（game trail），专门用于狩猎使用的天然绿地称作“游戏保留地”（game reserve），维护场内猎物数量的专业猎场看守（通常是经验丰富的职业猎手）称作“游戏看守”（gamekeeper），负责执法监管的狩猎监督官称作“游戏督管”（game warden）。

## 目的

### 肉食

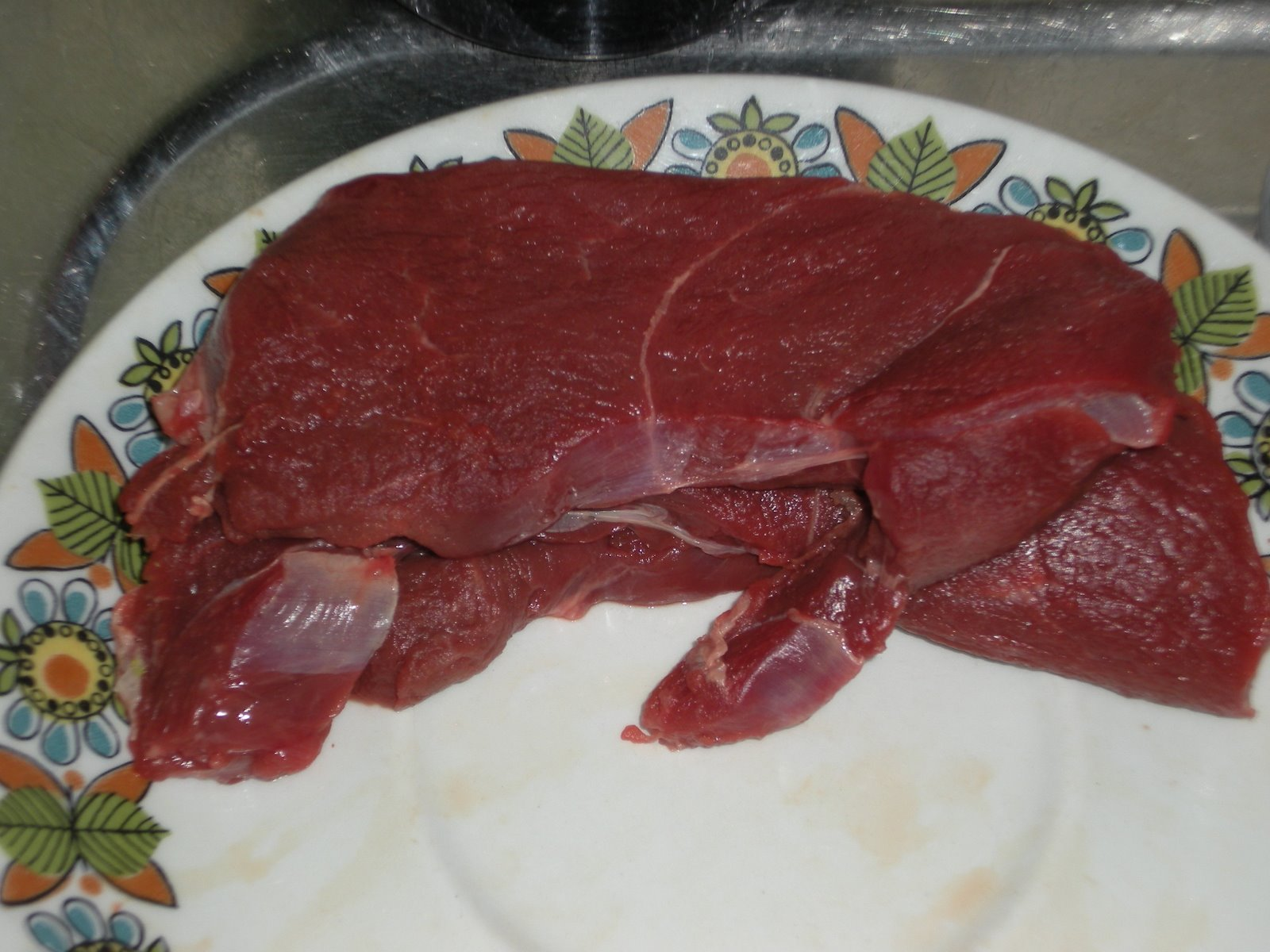
鹿肉是休闲狩猎最常收获的肉类

虽然自新石器革命之后，大部分人类文明已经陆续摆脱了狩猎采集的生活方式，但是仍有人会用狩猎野生动物的方式获取肉类食物，也就是所谓的野味，有时也称作丛林肉（bushmeat）或“游戏肉”（game meat）。现今狩猎收集的肉食大多只是丰富人们出于对口味的好奇心引发的餐饮需求，但是也有一些是乡村人士为了补充自家饮食而定期进行的捕获，因为狩猎所耗费的仅仅是弹药的成本。
作为肉食的猎物通常为有蹄类，其中鹿类（比如白尾鹿、红鹿、西方狍、驯鹿等）最为常见，其次是野猪、兔类和各种游禽（通常为野鸭和雁类）和陆禽（鹌鹑、雉鸡、火鸡等）。体型较大的猎物通常会就地被剥皮切肉，以便猎手不必要将整个猎物尸体搬回，只带走主要的骨骼肌和少数可食用内脏（下水），将剩余的残骸直接抛弃留给自然界的食腐动物。其野外屠宰过程俗称“野地割料”（field dressing或gralloching）。

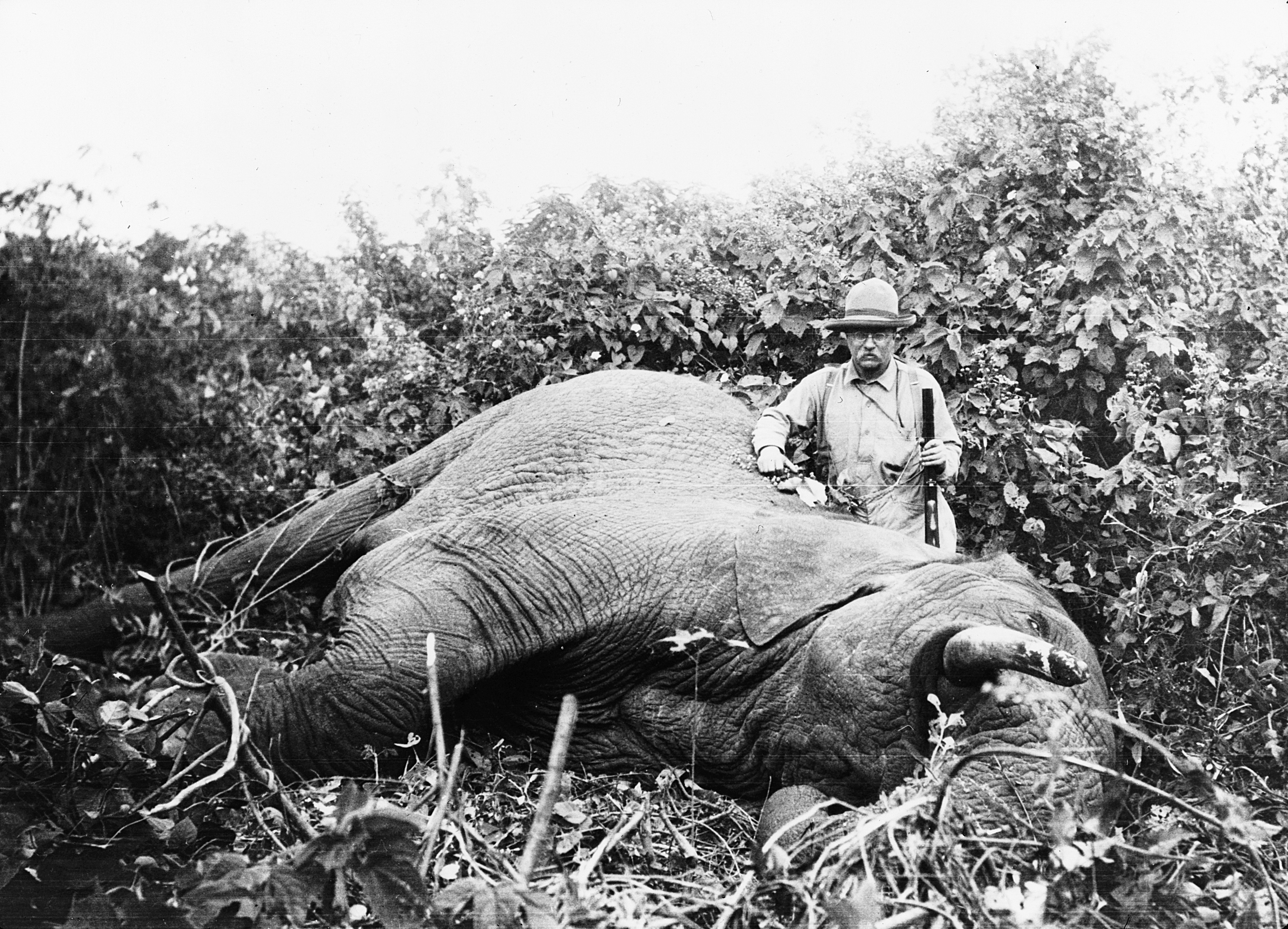
老罗斯福在狩猎旅行中射杀的大象

### 户外运动
围猎是前工业社会许多贵族和乡绅阶层的传统户外运动，一方面是为了娱乐消遣，另一方面也是一种用来锻炼武力（特别是射击技能和骑术）、生存技能和磨练勇气的军事训练，可以帮助巩固自身阶层的利益和统治地位。这种尚武文化到了现代社会则发展成了西方许多乡镇社会（特别是士绅化的中产阶级）培养男性气质的一项传统。
现今许多射击运动爱好者也会参与休闲狩猎，原因是狩猎对适应环境条件的能力需求更高，针对的目标更是可动的活物，远比打靶更贴近实际和富有挑战性。

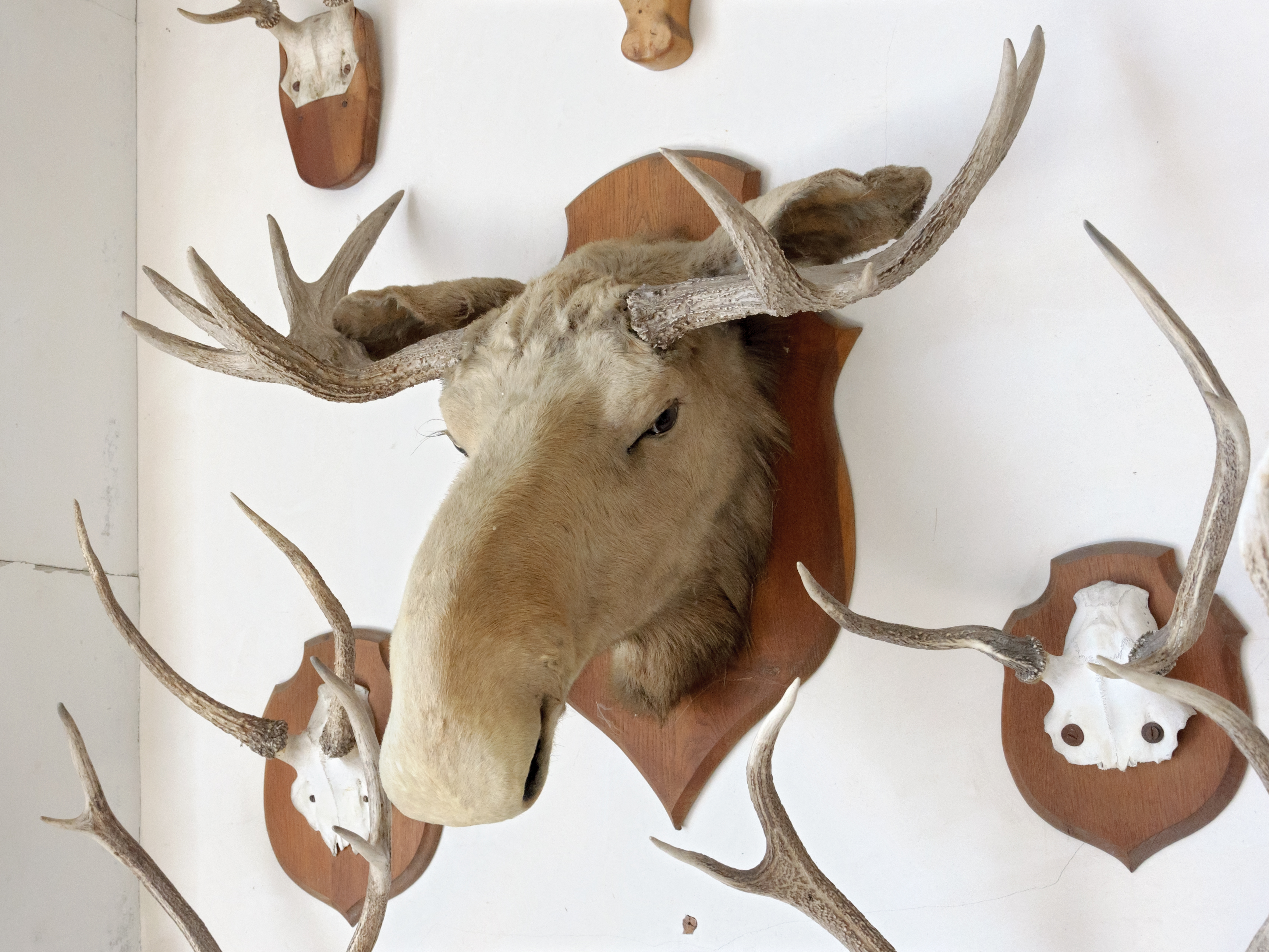
被当做战利品展示的驼鹿头颅和鹿角

### 战利品
猎杀并收集野生动物骸骨或剥制遗体标本作为证明个人成就的“奖杯”和“战利品”的行为称作战利品狩猎（trophy hunting）。参与战利品狩猎的猎手通常是为了炫耀其社会地位和吹嘘个人技能成就，其中不乏愿意付出大量资金付费满足自己的狩猎体验，以及获得猎手同僚们的认证和羡慕。
战利品狩猎优先选择的物种都是体型庞大、搏斗能力较强的巨型动物群，比较有代表性的包括传统的“非洲五霸”——即非洲象、非洲狮、黑犀牛、非洲水牛、非洲豹。非洲象和黑犀牛因为媒体报道较多，基本上已经属于保护动物（虽然偷猎情况仍然存在），现今研究报告中最常牵涉的大型物种是非洲狮、驼鹿、灰狼、棕熊、豹和美洲狮。而以射杀各类大型动物获得嘉奖的狩猎已经形成了一个巨大的产业链，其中国际狩猎俱乐部（Safari Club International，简称SCI）在几年内就颁发了超过20000个奖状鼓励猎手完成各种大型物种的狩猎，并且保留着收集了20万只“世界纪录”动物被猎杀细节的记录。支持战利品狩猎的团体通常宣称狩猎旅行收费产生的收入可以用来资助自然保护区并帮助救助濒危动物，但有报告证明整个狩猎产业的收入只有很小一部分被真正用在了环境保护上。

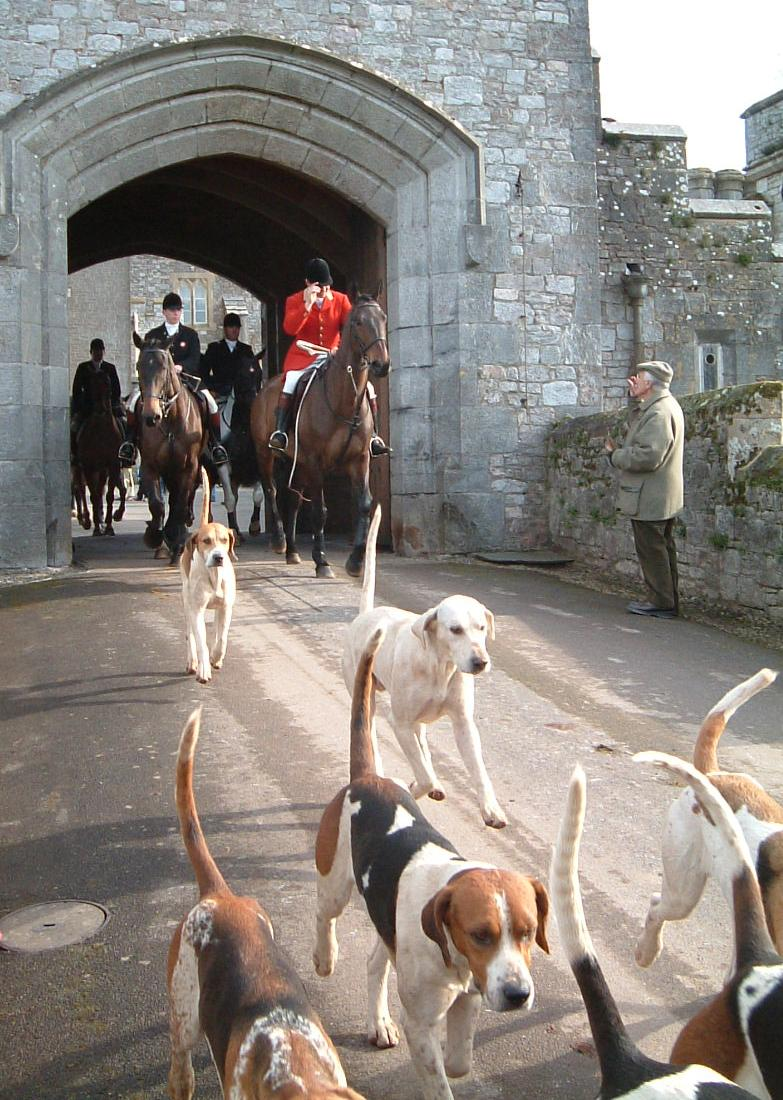
德文郡伯爵带着猎犬结队出游狩猎

### 社交传统
狩猎常常需要与他人协调合作，因此与团队体育一样能够培养团队精神，并提供增进私人感情纽带（特别是男性之间的兄弟情和师徒情怀）的社交机会，特别是在乡村文化中。根据北卡罗来纳州立大学在2021年5月6日发表的一篇研究，现今美国的狩猎参与者更可能是乡村地区的白人男性，而且其家庭成员通常也同样参与狩猎。

## 历史

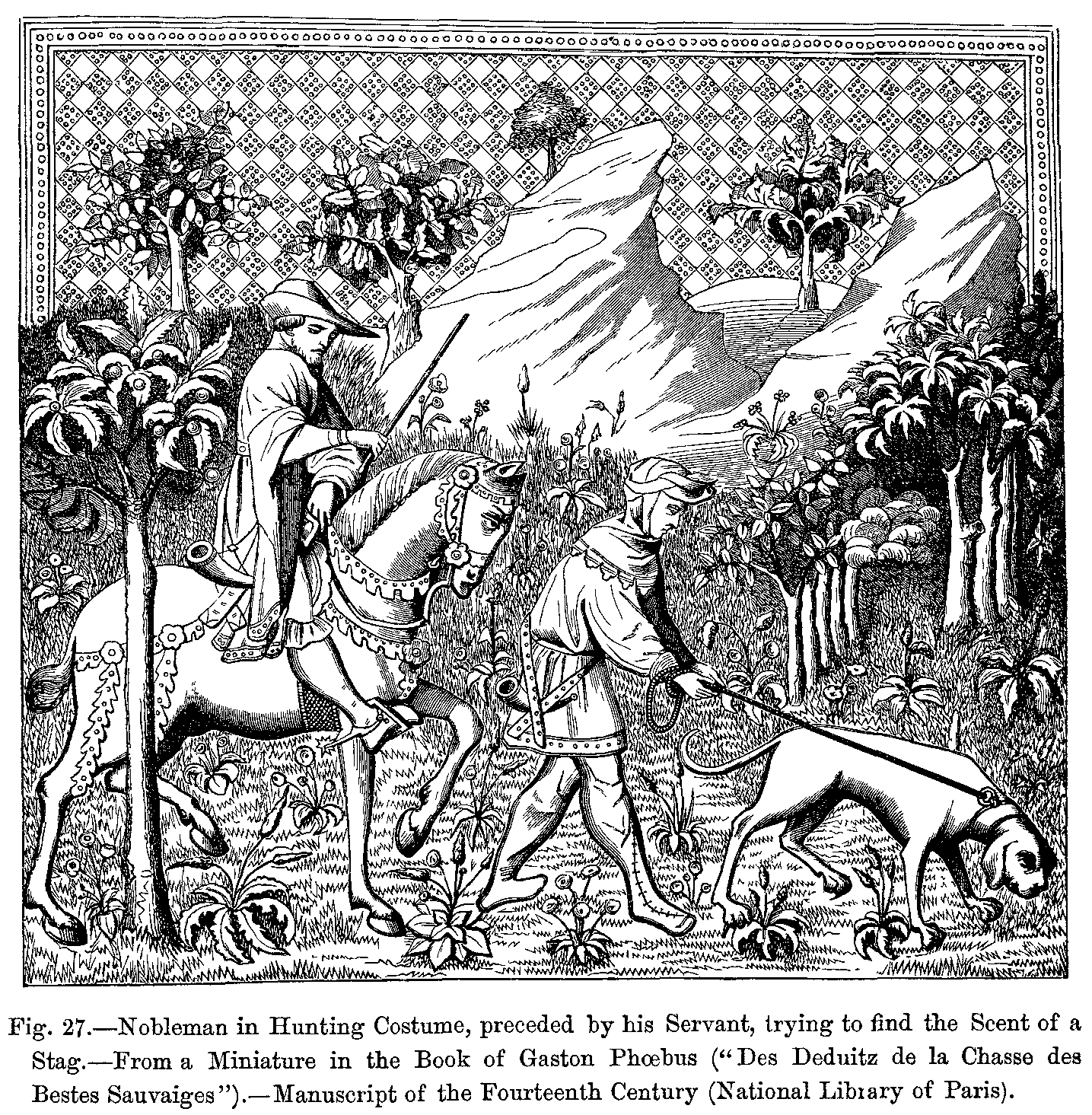
14世纪的贵族带着仆人追寻雄鹿味迹

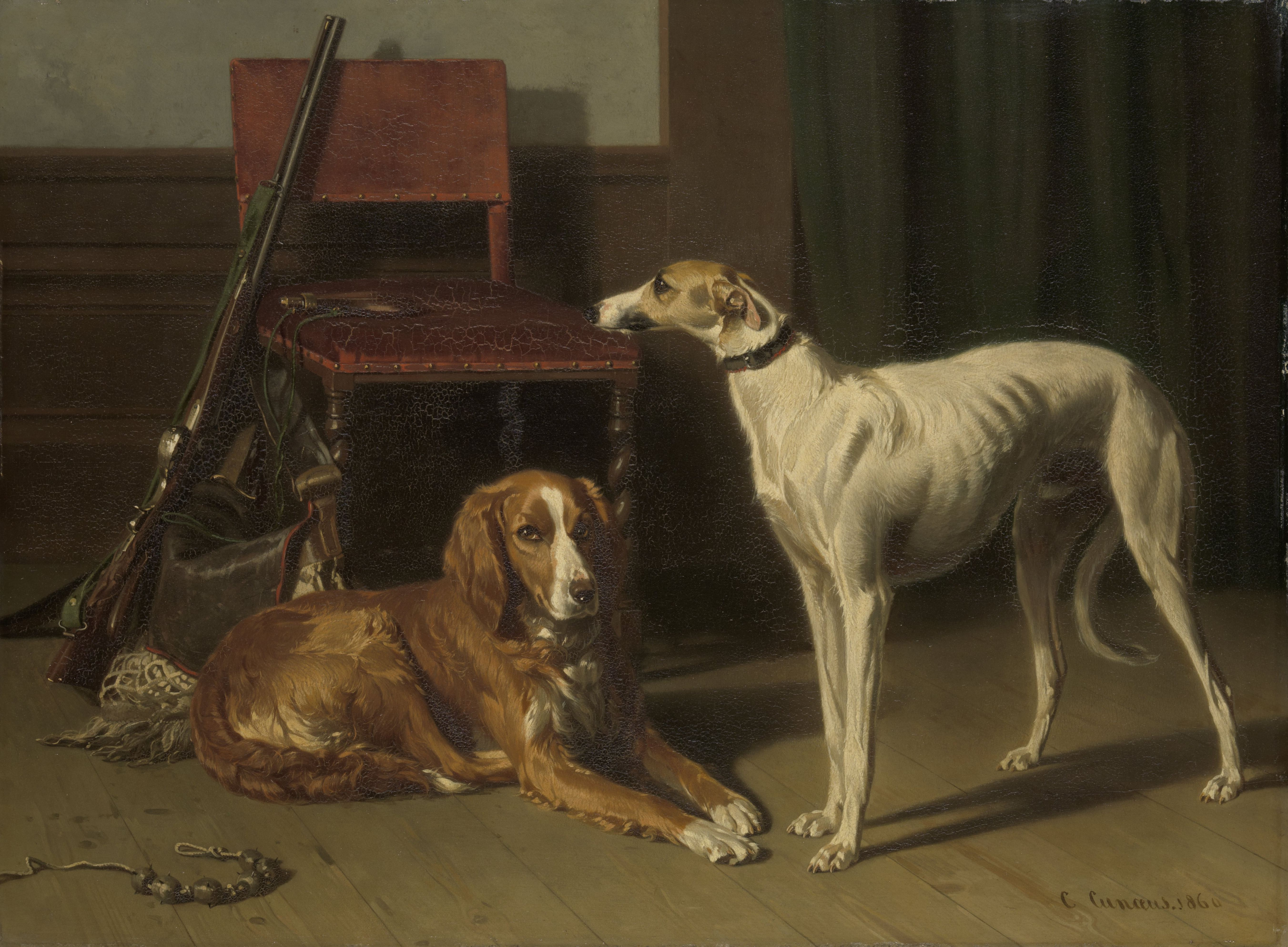
《狩猎伴侣》，19世纪荷兰油画——两只猎犬、一支霰弹枪和一个猎物袋

当狩猎从原来的生计活动开始变为具有社交性质的群体活动后，出现了两个趋势：
1. 拥有特殊训练和器材的专业猎手开始出现；
2. 上层社会开始将狩猎看做一种“体育运动”。

中古英语中“游戏”（game）一词开始衍生包括“猎物”的意思，而随着猎物由必需品变成奢侈品，风格化的狩猎也变成了一种奢侈生活的表现。危险性高的狩猎，比如骑马或乘车猎狮或猎野猪，拥有了和中世纪比武一样追求雄性尚武的功能，变成了贵族们在和平时期练习作战的荣誉型和竞争性消遣运动。
在中世纪欧洲的大部分地区，上流社会垄断了在封地上进行狩猎的权力。猎物作为食物和毛皮的来源，也成了贵族们消遣的工具。这种猎物的专属权可以从民间罗宾汉故事中法外之徒的主要罪过是“猎杀国王的鹿”看出来。与其对比的是，英系殖民地的定居者常常将任何人都可狩猎看做是一种民主的荣誉。而约翰内斯·司各特·爱留根纳则把狩猎定义成“七大俗技”（拉丁語：Artes mechanicae）之一。
虽然许多动物（比如隼和蒙眼貂）都被用来协助猎手，犬类始终是最重要的猎用动物。狗的驯化导致了与人类的共生关系，狗依赖人提供住所、食物和医治，人类用猎犬协助捕杀危险或难以寻觅的猎物。不同品种的狗也被培育出来应对不同形式的狩猎，比如各类游禽通常用枪猎犬协助寻找、逼飞和寻回。
在英格兰和威尔士，用狗协助狩猎野生动物（比如狐狸、野兔、鹿和水鼬等）被《2004年狩猎法》（Hunting Act 2004）禁止，但有些情况属于例外。

## 狩猎的职业伦理
北美最老的野生动物保护组织——布恩和克罗克特俱乐部（Boone and Crockett Club）认为：
Fundamental to all hunting is the concept of supporting the conservation of natural resources. Modern hunting involves the regulated harvest of individual animals in a manner that conserves, protects, and perpetuates the hunted population, known as sustainable use.

所有狩猎的宗旨概念是支持自然资源的保护。现代狩猎涉及用保存、保护、延续猎物族群的手段进行受监管的个体动物收获行为，也就是可持续性使用。
（页面存档备份，存于）

### 公平追捕
“公平追捕”（fair chase）是布恩和克罗克特俱乐部最早提倡的一个狩猎伦理准则，定义是：
The ethical, sportsmanlike, and lawful pursuit and taking of any free-ranging wild game animal in a manner that does not give the hunter an improper or unfair advantage over the game animals.

有操守、有体育精神、合法的追踪并获取自由活动的野生大型猎物，用不让猎手相对猎物拥有不恰当或不公平优势的方式。

也就是说，被捕杀的野生动物必须能够自由活动，在理论上有机会逃脱，这样猎手没有不公平的优势。换句话说，猎手在射杀猎物之前，不得使用陷阱，更不能进行圈养狩猎射杀被栅栏围困无处可逃的动物；如果动物正在涉水、处于雪地、冰面、泥地之上、或者被树枝、藤蔓、铁丝网、栅栏等障碍物干扰移动能力，没有迅速逃离的可能，那么射手也不得实施捕杀，甚至应该出手施以救援；同样，如果猎物已经因为麻醉枪或毒药损失行动能力，也不允许被捕杀。用高光灯照射猎物使其致盲或惊骇不动，在北美也是非法行为，虽然这种方式在澳大利亚等国家被允许。
使用机动车辆、摩托艇和飞行器追捕猎物，也是不允许的行为，因为猎物根本没有可能逃脱现代动力载具的观察距离、追踪速度和续航力。使用电子设备对猎物进行搜索和诱捕，或用来指引猎人，同样也是不允许的，因为野生动物在现今的射击兵器前面已经处于绝对劣势，在现代科技面前更没有任何公平机会可言。而21世纪初在美国曾出现的使用网络遥控枪械射杀猎物，更是不能容忍。

### 痛苦最小化
猎手需要尽可能的减少猎物在被捕杀过程中遭遇的痛苦，特别要避免猎物因为受伤逃跑而受到不必要的肢体折磨。猎手要尽可能的做到一击必杀，最好能够让猎物瞬间毙命失去意识，因此要特别考虑选择射杀部位、所用弹药的停止作用和狩猎手段（比如用弓箭）的可靠性和致命能力。如果没能瞬间击杀猎物，就需要尽快补枪以减少猎物的伤痛。如果见到受伤将死的动物，即使不是自己所致，也需要主动进行安乐死缩短其痛苦。
虐杀动物属于极度心理变态行为，是暴力倾向的展示（见麦当劳三要素），为狩猎伦理所不容。

### 尊重猎物遗体
在射杀猎物后，猎物的尸体必须被妥善处理。既然射杀猎物，就要让其死得其所，因此收割肉食要尽可能彻底迅速，不得无端浪费。如果知道自己无法搬走猎物，就不要将其射杀。
同时还要考虑并尊重他人可能见到猎物尸体后的感受，因此不要将遗体留在道路、小径、河流或其它有人出没的开阔场地旁边，必要的时候将猎物的尸体和头部用毛毯或苫布掩盖。同样，不要将大张旗鼓的将猎物公开运回。对猎物虐尸是极其不道德的行为，是心理变态的表现。

### 尊重环境
射手不得在狩猎过程中，做出任何破坏当地环境和生态的行为，比如放火或烟熏驱逐猎物、释放毒药、使用爆炸物、残留仍有杀伤力的陷阱、改变植被原貌、污染环境（包括使用铅制弹药、将尸体遗弃在水源边）、乱扔垃圾等等。

### 遵守法纪
如果当地法律不允许捕猎某些动物，那么射手就不应当捕杀这些动物。如果违反了法规去捕杀，则属于犯了偷猎行为。

### 尊重地方传统
不得未经允许擅自闯入私人领地，更不能肆意破坏原有设施和地貌。对于原住民的传统需要尊重，不得捕杀当地敬爱的物种。

## 争议

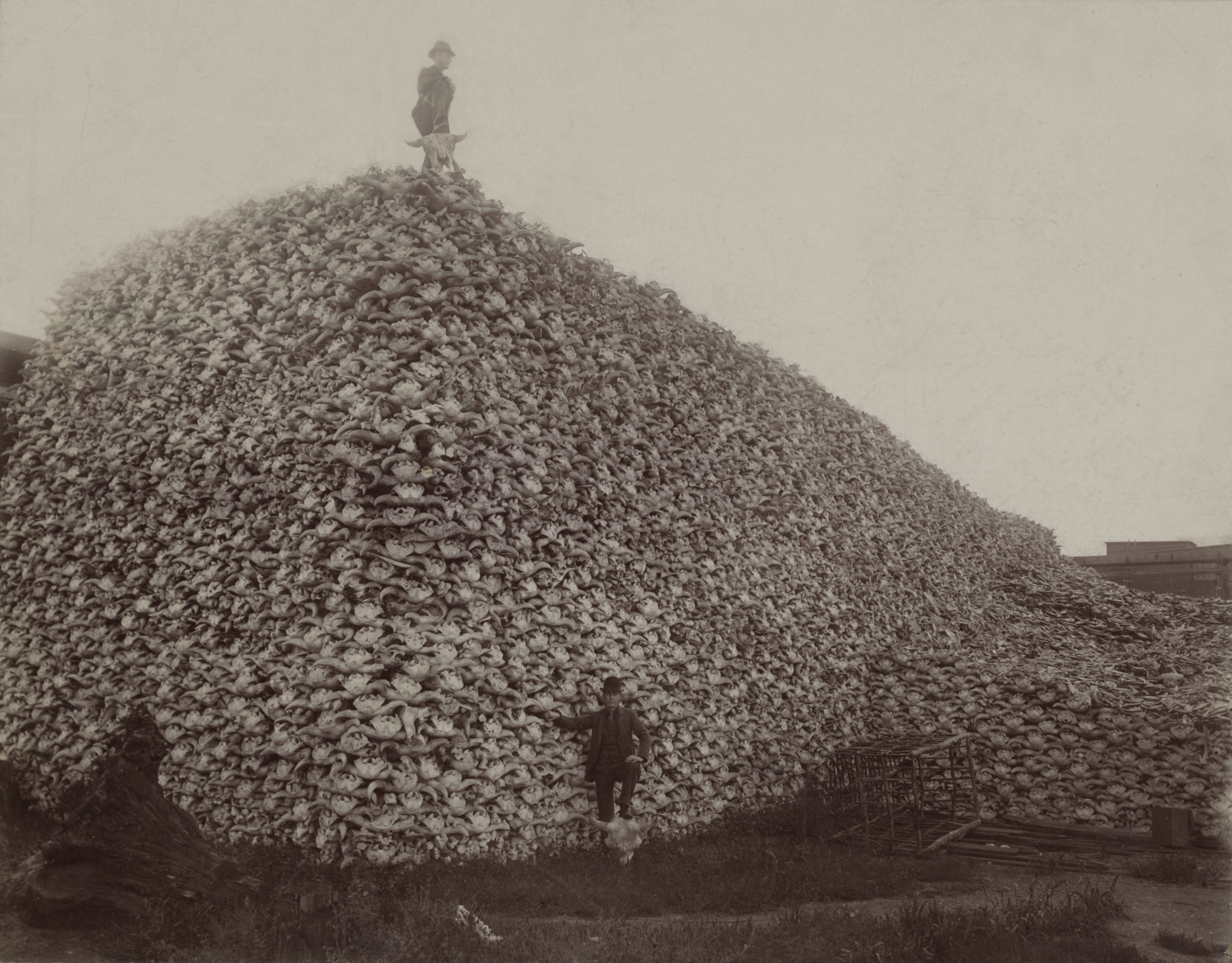
19世纪后期不到20年的时间内，美洲野牛曾被人类从3000万头猎杀到野生不到100头

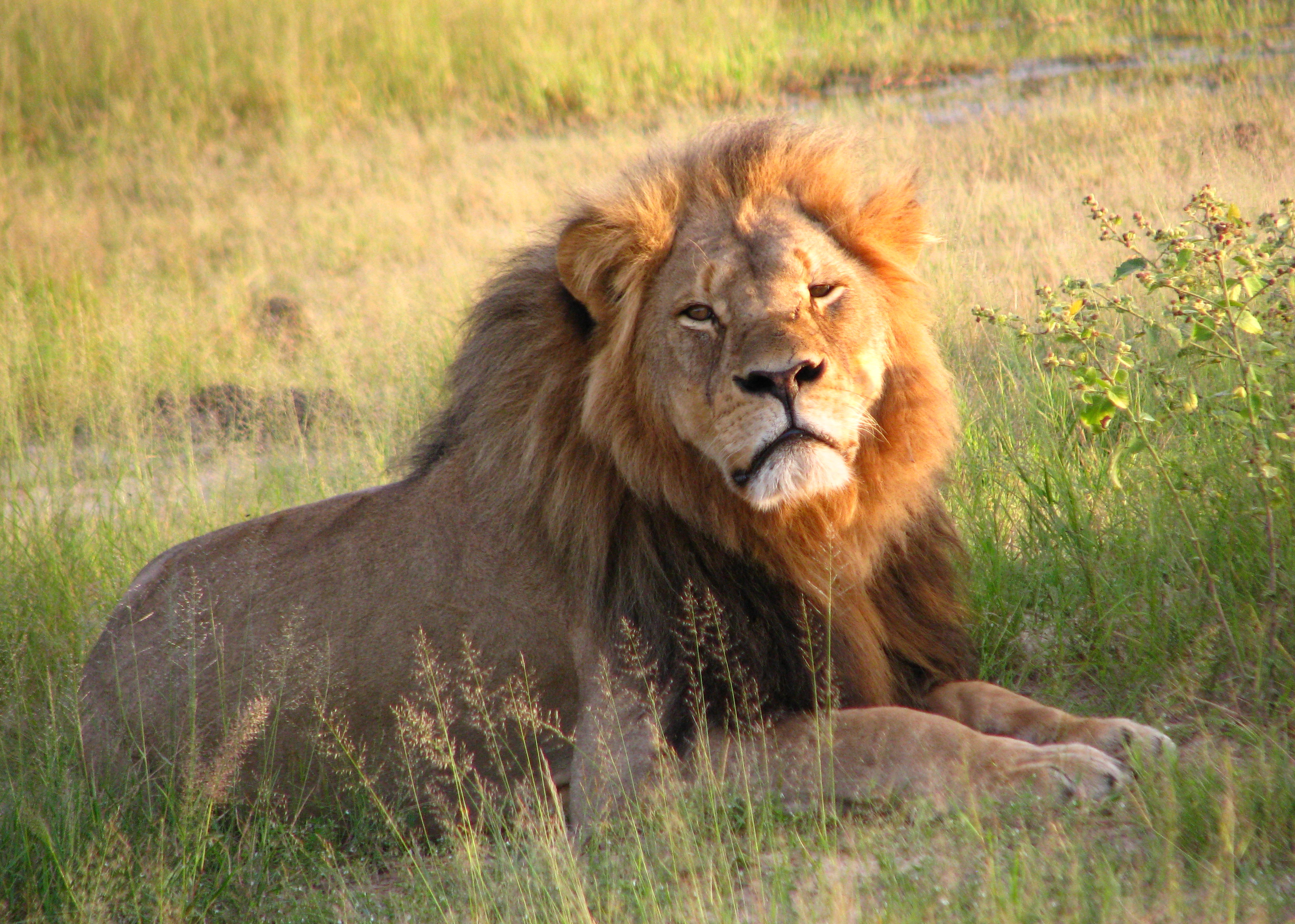
2015年的雄狮塞西尔被杀案是关于休闲狩猎争议的一个关键事件

狩猎本是人类在自然中为了生存所进化出的适应策略，与野生动物之间的捕食行为一样属于物竞天择的一部分。但自新石器革命之后人类的温饱主要由农牧业提供，已经越来越不需要捕杀动物赖以生存。因此除农业剿害外的任何狩猎都已经在某种程度上成了一种回报递减、愈发没有经济意义的过捕行为，合法合理的成规模捕猎行为也越来越少见，休闲狩猎更是完全变成一种主要用来消遣小众的“血腥体育”。而且由于工业化带来的武器杀伤效率提升，狩猎传统造成的过度捕杀和连带的生态失衡是十九世纪以来许多物种濒危甚至灭绝（全新世灭绝事件）的直接因素之一，许多反对者认为其对整个地球生物圈的生物多样性造成的影响记录早已弊大于利。
休闲狩猎绝大多数情况下都是优先选择当地生态群中的顶级掠食者和最强壮的首领动物做为目标，在一定程度上是在人为剔除动物族群中基因更优质的个体，和自然选择中偏袒强者适者生存、优先剔除弱者的常态恰恰相反。也就是说，虽然支持者常常辩解狩猎会起到控制族群数量、平衡生态的作用，对目标物种而言却只会助长基因池产生“劣币驱逐良币”的情况，对整个族群的生态健康有害无利。而且在狩猎爱好者中，常常会收集所杀动物的骸骨做为向他人吹嘘自己技能优越的荣誉资本，来提高个人在社群中的社交价码。这种战利品狩猎文化的副作用就是猎手群内部会出现相互攀比竞争的同侪压力，使得猎手不惜代价去寻求捕杀更多、更大、更罕见的猎物。西方许多枪械爱好者喜欢与被射杀的大型野生动物尸体合影并公开在网上传阅，以及2015年引发全球争议的雄狮塞西尔被杀案，就是这种自恋的炫耀心态所致。
根据芬兰赫尔辛基大学和澳大利亚弗林德斯大学合作发表的一篇尝试总结全球范围内研究休闲狩猎的生物多样性和社会影响的统合分析，虽然似乎有悖常理，但有证据表明一些狩猎可以带来良性的环境和社会效益，原因可能是休闲狩猎可以将土地使用从会破坏栖息地的农业或其它类型的土地开发转移到优先狩猎但也更原生态的自然保护区，虽然牺牲了个体动物但实际上可以使整个生态系统受益。这些研究主要集中在针对北美、欧洲和非洲大型哺乳动物的狩猎活动上，红鹿、白尾鹿、野猪、驼鹿和狮子是研究得最充分的动物，其中狮子、豹和驯鹿都是有明确证据证明狩猎使其数量显著下降的濒危动物，但只有狮子是受保护的物种。研究中有许多关于如何通过配额或季节限制使狩猎可持续发展的建议，但很少有研究试图探讨狩猎对生态系统完整性和功能的更广泛影响、以及狩猎如何影响当地人的生计、或者记录当地人对狩猎的看法，因此需要把研究范围扩大到魅力和普通物种之外，以评估休闲狩猎对受威胁和魅力较弱物种的影响。

### 反狩猎运动
反狩猎运动并不是新事。维多利亚时期的剧作家威廉·S·吉尔伯特（Sir William Schwenck Gilbert，1836～1911）就说过：“如果鹿也有枪，猎鹿就是一项很好的体育运动。”
英国在1999年12月发起的伯恩斯调查（Burns Inquiry）的分析显示社会阶级是反狩猎运动的一个重要因素，有时甚至可以看作是英国和美国狩猎活动的最大差别。此外，调查还显示英国的反狩猎运动只是一个更大的草根运动的一部分。伯恩斯的报告声明：
There are those who have a moral objection to hunting and who are fundamentally opposed to the idea of people gaining pleasure from what they regard as the causing of unnecessary suffering. There are also those who perceive hunting as representing a divisive social class system. Others, as we note below, resent the hunt trespassing on their land, especially when they have been told they are not welcome. They worry about the welfare of the pets and animals and the difficulty of moving around the roads where they live on hunt days. Finally there are those who are concerned about damage to the countryside and other animals, particularly badgers and otters."
有的人是从道德层面反对狩猎；有的是反对他们认为把取乐建立在不必要的痛苦之上的理念。也有人把狩猎看作是一个撕裂的社会阶层体制的代表。其他人——我们下面会提到——是反感狩猎活动侵入他们的地盘，特别是已经声明不欢迎的时候。他们担心宠物和（家养）动物的福祉以及狩猎日行路困难。最后还有人是担心乡间（环境）和其它动物受到损害，特别是狗獾和水獭。
根据政治历史学家迈克尔·蒂谢拉尔（Michael Tichelar）的说法，英国政府对禁猎呼吁的反应历来都是在表达对农户利益的支持，特别是关于猎兔方面。在2005年，一个反猎兔组织对猎兔支持者的形容是“一成富豪，九成流氓”（10% Nobs and 90% Yobs）。
美国因为各阶级的狩猎习惯没有明显差异，所有狩猎争论中并没有突出阶级的成分，相反是与都市蔓延和人口密度增加有关。因为美国公共用地极多，在一些州可以达到土地面积的75%，在人烟稀少的地区不是富人也能获得猎场的使用权。美国对狩猎报以民主的观念殖民地移民始于对英国法系中让王室垄断猎场的抵触反应，而美国文化的这一方面源自其早期移民多是大不列颠和爱尔兰岛圈地运动的难民。英国和美国关于狩猎争论的另一差别是美国的狩猎通常由政府机构颁发执照进行管制，而申请执照的付费可以为政府创造收入；相比之下，英国的狩猎权力主要由狩猎区的地主许可。
一些较为激进的动物解放运动者会采取直接行动干涉并扰乱狩猎活动，这也使得反狩猎运动分成了两类人，直接用行动介入的狩猎破坏者（hunt saboteur）和只监视并举报虐杀动物和违反动物福利法规的狩猎监控者（hunt monitor）。
- 直接行动者常常会用香茅喷剂去掩盖动物气味扰乱猎犬的搜索能力、制造噪音和视觉干扰去分散猎手的注意力、进入猎区去破坏陷阱[24][25]或者干脆摧毁狩猎用的瞭望台[26]。这种直接与猎手发生冲突的战术曾导致了多起抗议者和猎手伤亡事件[27]。
- 非介入主义者使用视频、照相和目击者叙述去协助起诉违规猎手，或者通过向媒体曝光来发动道义谴责引导公众舆论。
- 狩猎破坏者和监控者在记录和协助起诉非法狩猎方面通常使用同等手段，而且常常会共享有关狩猎活动偷拍到的视频和拍照证据。

成立于1824年的皇家防止虐待动物协会（RSPCA）是世界上历史最悠久的动物福利组织，在英国拥有4万多名会员，并与68个国家地区的200多个机构合作。伊丽莎白二世是RSPCA最大的赞助者，英国政府和议会在制定动物相关法律前皆会征询其意见。英国的RSPCA通常干涉使用猎狗进行猎狐或猎兔，但是一些分社（比如澳大利亚）则认为休闲狩猎极其不人道并反对任何形式的休闲狩猎。